# NGC 736
NGC 736 est une galaxie elliptique située dans la constellation du Triangle. NGC 736 a été découverte par l'astronome germano-britannique William Herschel en 1784.

## Caractéristiques
Sa vitesse par rapport au fond diffus cosmologique est de (4 008 ± 23) km/s, ce qui correspond à une distance de Hubble de 59,1 ± 4,2 Mpc (∼193 millions d'al).
À ce jour, neuf mesures non basées sur le décalage vers le rouge (redshift) donnent une distance de 57,511 ± 16,794 Mpc (∼188 millions d'al), ce qui est à l'intérieur des valeurs de la distance de Hubble.

## Groupe de NGC 736
Les galaxies NGC 736, NGC 740 et UGC 1422 font partie d'une petit groupe de galaxies identifié comme le groupe de NGC 736 dans un article d'A.M. Garcia paru en 1993. Il est fort probable que la galaxie NGC 738 fasse aussi partie de ce groupe, car elle est dans la même région du ciel et à peu près à la même distance de Voie lactée.